# Нижньохалбинське сільське поселення
Нижньоха́лбинське сільське поселення (рос. Нижнехалбинское сельское поселение) — сільське поселення у складі Комсомольського району Хабаровського краю Росії.
Адміністративний центр — село Нижні Халби.

## Історія
2015 року було ліквідовано село Чучі.

## Населення
Населення сільського поселення становить 304 особи (2019; 382 у 2010, 471 у 2002).

## Склад
До складу сільського поселення входять:
| Населений пункт          | Населення, осіб (2002) | Населення, осіб (2010) |
| ------------------------ | ---------------------- | ---------------------- |
| Нижні Халби, село        | 415                    | 351                    |
| Середньотамбовське, село | 50                     | 29                     |
| Чучі, село               | 6                      | 2                      |